# Frank-Jan van Waveren
Frank-Jan van Waveren (4 december 1967) is een voormalig hockeyer en hockeycoach.
Als speler kwam Van Waveren eenmaal uit voor de Nederlandse hockeyploeg. Dat was op 24 april 1991 tijdens een wedstrijd tegen Ierland (5-0 winst) in Amstelveen. In clubverband speelde Van Waveren achtereenvolgens voor Alkmaar, HV Victoria, HDM (1992-1996) en vervolgens weer Victoria. Met deze twee laatste clubs pendelde hij tussen de Hoofd- en de Overgangsklasse. Na zijn actieve carrière werd hij in 2000 coach bij de heren van Overgangsklasser Victoria en behaalde hij in 2004 de play offs voor promotie waarin verloren werd van HC Eindhoven. In de zomer van dat jaar vertrok hij naar BH & BC Breda dat promoveerde naar de Hoofdklasse. In 2007 keerde hij terug bij de heren van Victoria in de Overgangsklasse. Hij bezorgde de club in 2008 het kampioenschap in poule B, maar in de play offs voor promotie kon hij niet voor promotie zorgen. In 2011 werd hij opgevolgd door Ronald Hugers bij Victoria. Op 25 mei 2014 weet hij de mannen van Ring Pass via play offs tegen Zwart-Wit na 24 jaar afwezigheid naar de Overgangsklasse te loodsen.